# Reliéfy u Březiny
Pískovcové reliéfy se nalézají na pískovcových pilířích u mostku přes potok Velký Porák na silnici vedoucí z obce Hlásná Lhota v okrese Jičín do vesnice Březina na jižním okraji obce Březiny.
Pískovcové pilíře s reliéfy pocházejí z roku 1766. Jeden reliéf představuje sv. Antonína Paduánského s Jezulátkem, druhý mučednickou smrt sv. Jana Nepomuckého. Pilíře jsou pozůstatkem soch původně umístěných v kartuziánském klášteře ve Valdicích.

## Galerie

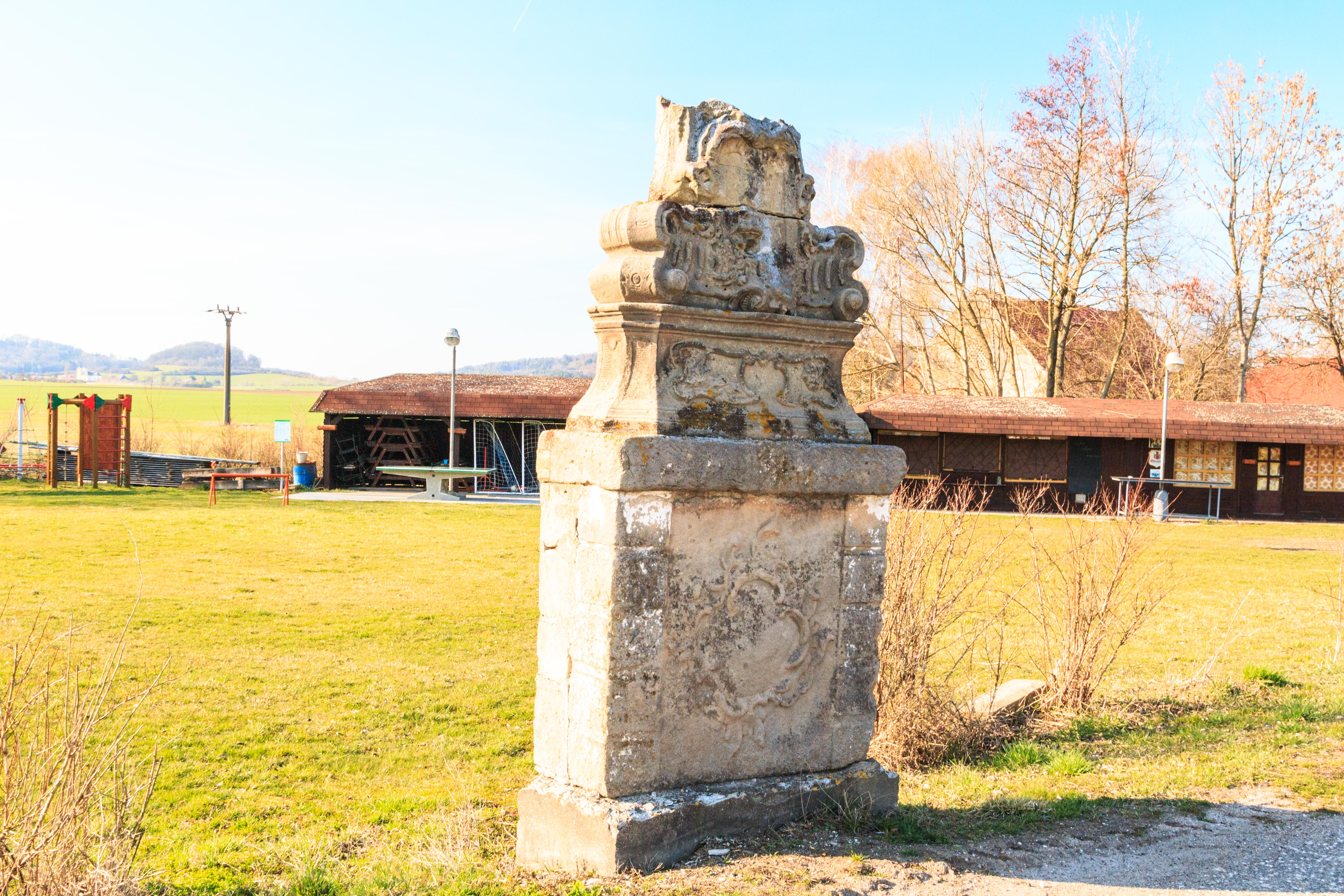
Pískovcové pilíře s reliéfy u Březiny
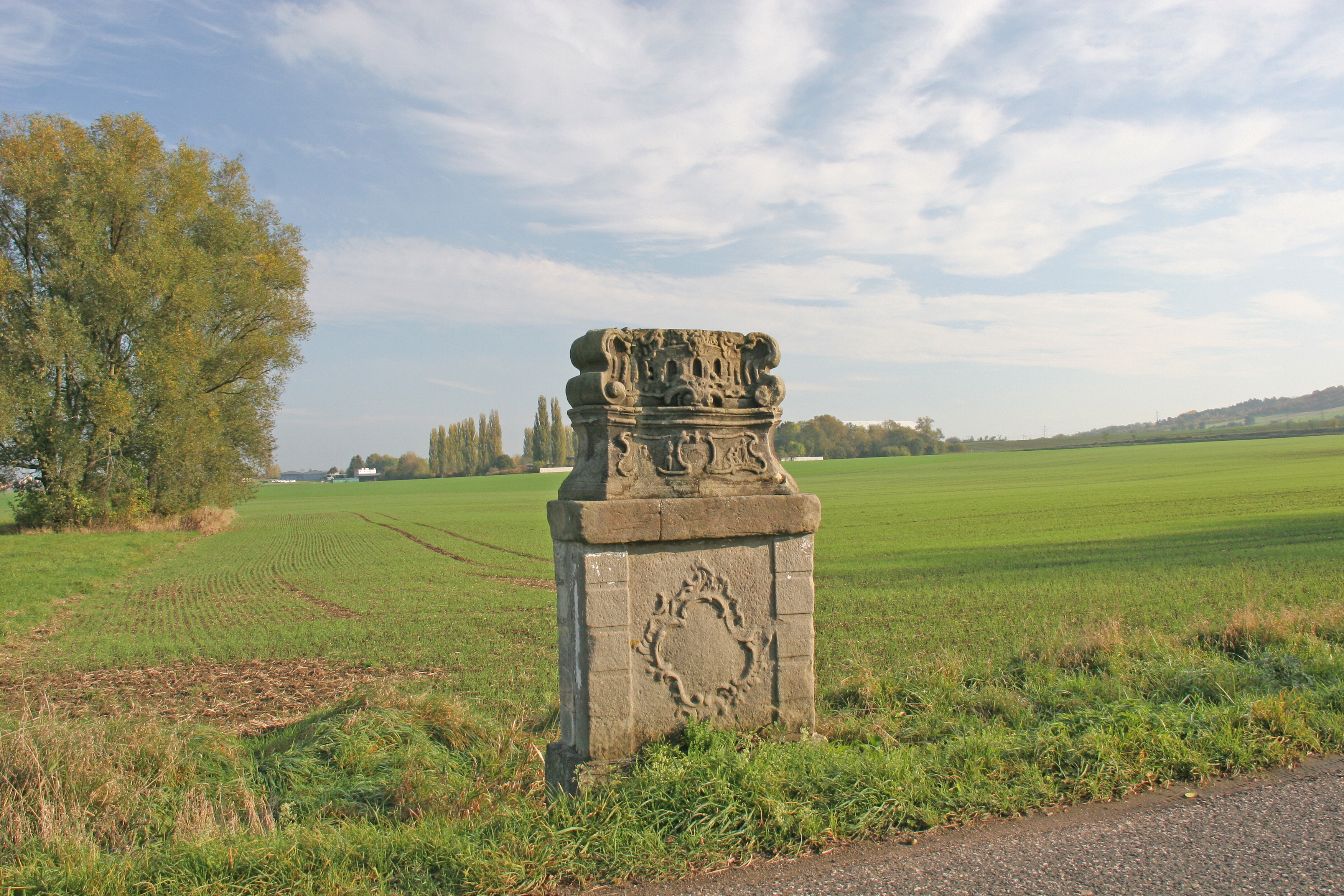
Pískovcové pilíře s reliéfy u Březiny
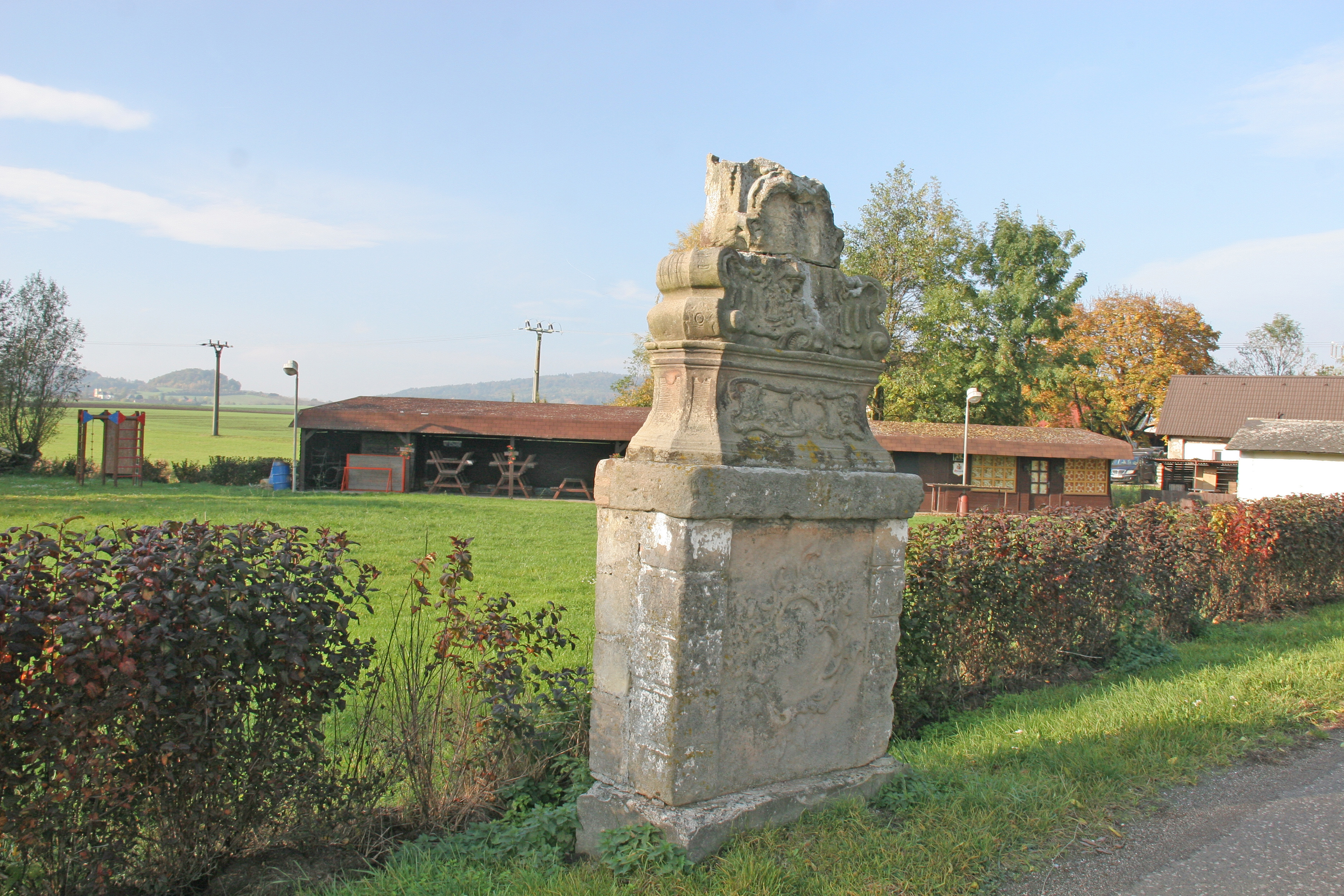
Pískovcové pilíře s reliéfy u Březiny